# Henri Laurens
Henri Laurens (Parigi, 18 febbraio 1885 – Parigi, 5 maggio 1954) è stato un illustratore e scultore francese legato al movimento del Cubismo.

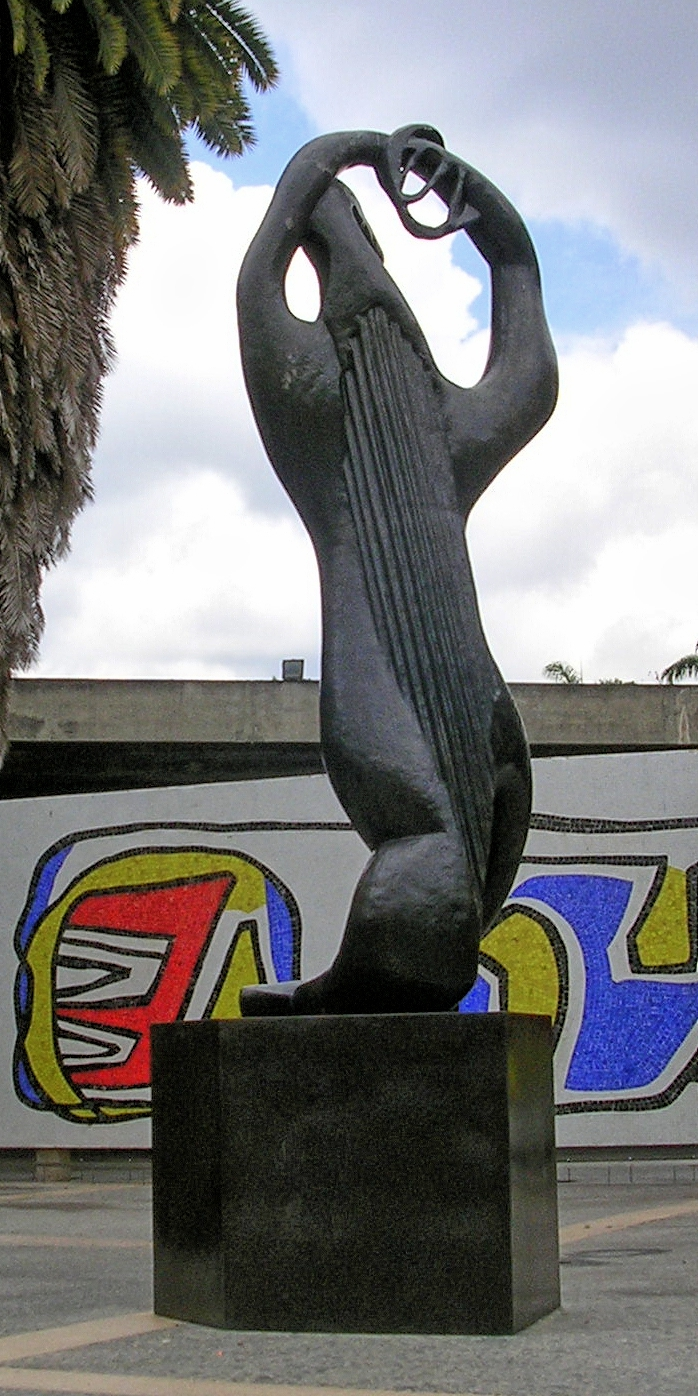
L'Le grand Amphion presso la Central University of Venezuela, Caracas

Henri Laurens lavorò come scalpellino prima di diventare scultore. Nel 1899 frequentò lezioni di disegno durante le quali produsse opere fortemente influenzate dalla popolarità di Auguste Rodin. Più tardi si stabilì a Montparnasse, un quartiere con una vivace vita artistica, e dal 1911 iniziò a scolpire in stile cubista dopo aver conosciuto Pablo Picasso, Georges Braque, Juan Gris e Fernand Léger. La scultura cubista fu portata avanti fino al 1925 circa, comprendendo bassorilievi (in gesso e legno), opere tridimensionali e multicolori, lavori in legno, metallo, e dipinti in rilievo realizzati con terracotta e pietra, per passare poi al bronzo nell'ultimo ventennio della carriera.
Laurens, non fu solo scultore, ma utilizzò le tecniche della pittura a guazzo, il collage e fu incisore e creatore di disegni e decorazioni per il teatro. Nel 1915 illustrò un libro per l'amico Pierre Reverdy. Nel 1938 condivise un'esposizione itinerante con Picasso e Braque che toccò le maggiori città scandinave. Nel 1937 fece delle stampe per le illustrazioni di un libro e nel 1948 espose le sue opere alla Biennale di Venezia. Nello stesso anno fece un'esposizione alla Galerie d'Art Moderne a Basilea, in Svizzera.
La maggior parte delle sue sculture sono oggetti imponenti come la monumentale L'Amphion, scolpita nel 1937 e in seguito fusa in bronzo nel 1953 per l'Università Centrale del Venezuela, su richiesta dell'architetto Carlos Raúl Villanueva.
Henri Laurens morì a Parigi e venne seppellito nel Cimitero di Montparnasse a Parigi. La sua tomba è decorata con una delle sue più grandi sculture, La Douleur.

## Esposizioni (selezione)
postume: 
- 1955: documenta 1, Kassel
- 1959: documenta 2, Kassel
- 1962: Sculture nella città, mostra organizzata da Giovanni Carandente nell'ambito del V Festival dei Due Mondi a Spoleto. Opera presentata: Le grand Amphion del 1953-54, in bronzo.
- 1964: documenta III, Kassel